# Người Himba
Himba là một nhóm dân tộc khoảng 50.000 người sống ở miền bắc Namibia, trong khu vực Kunene (trước đây Kaokoland). Người Himba sống du mục trên vùng đất khô cằn, sinh tồn chủ yếu bằng săn bắn, hái lượm và nuôi một ít bò, dê.
Phụ nữ bộ lạc Himba được cho là đẹp nhất châu Phi, họ để ngực trần, chỉ quấn cái khố nhỏ bằng da bò để che phần dưới thân thể. Họ dùng một loại hợp chất đặc biệt bôi lên người, gọi là Otjize. Hợp chất này làm từ bột màu, đất đỏ, bơ cùng các loại thảo mộc khác, có tác dụng bảo vệ cơ thể họ khỏi ánh nắng mặt trời gay gắt

## Gallery

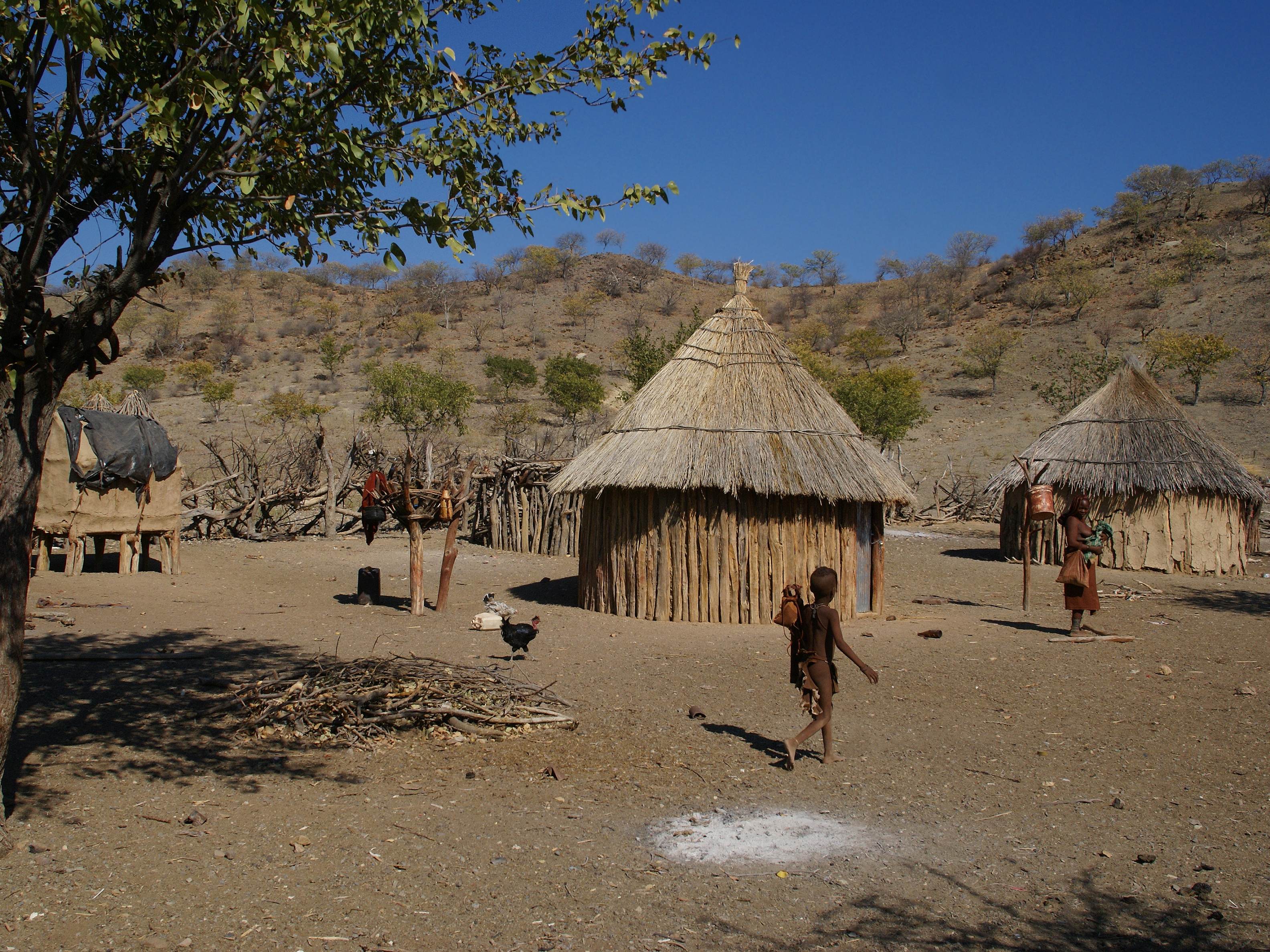
Một ngôi làng Himba cách Opuwo, Namibia khoảng 15 km về phía bắc.
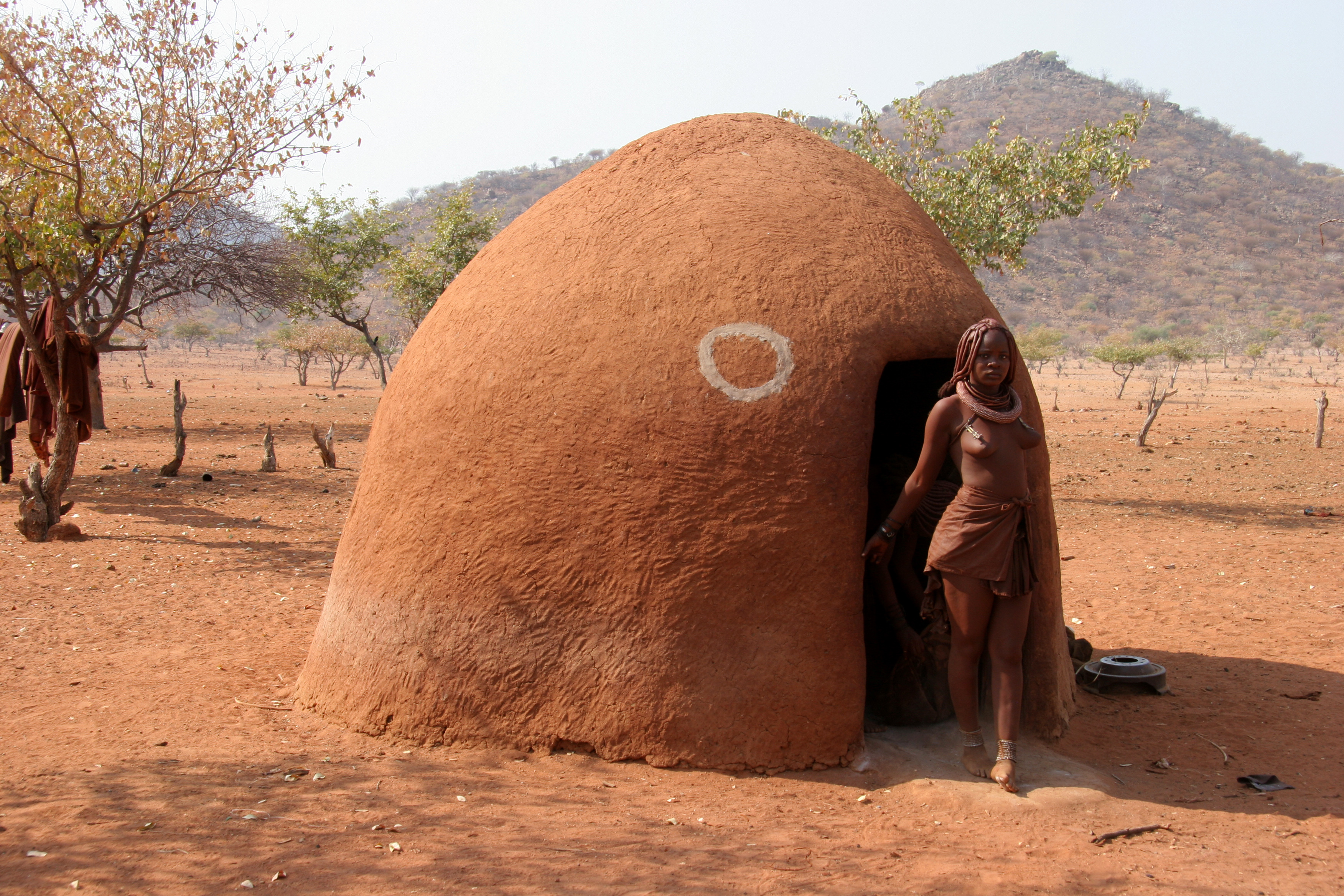
Ngôi nhà của người Himba
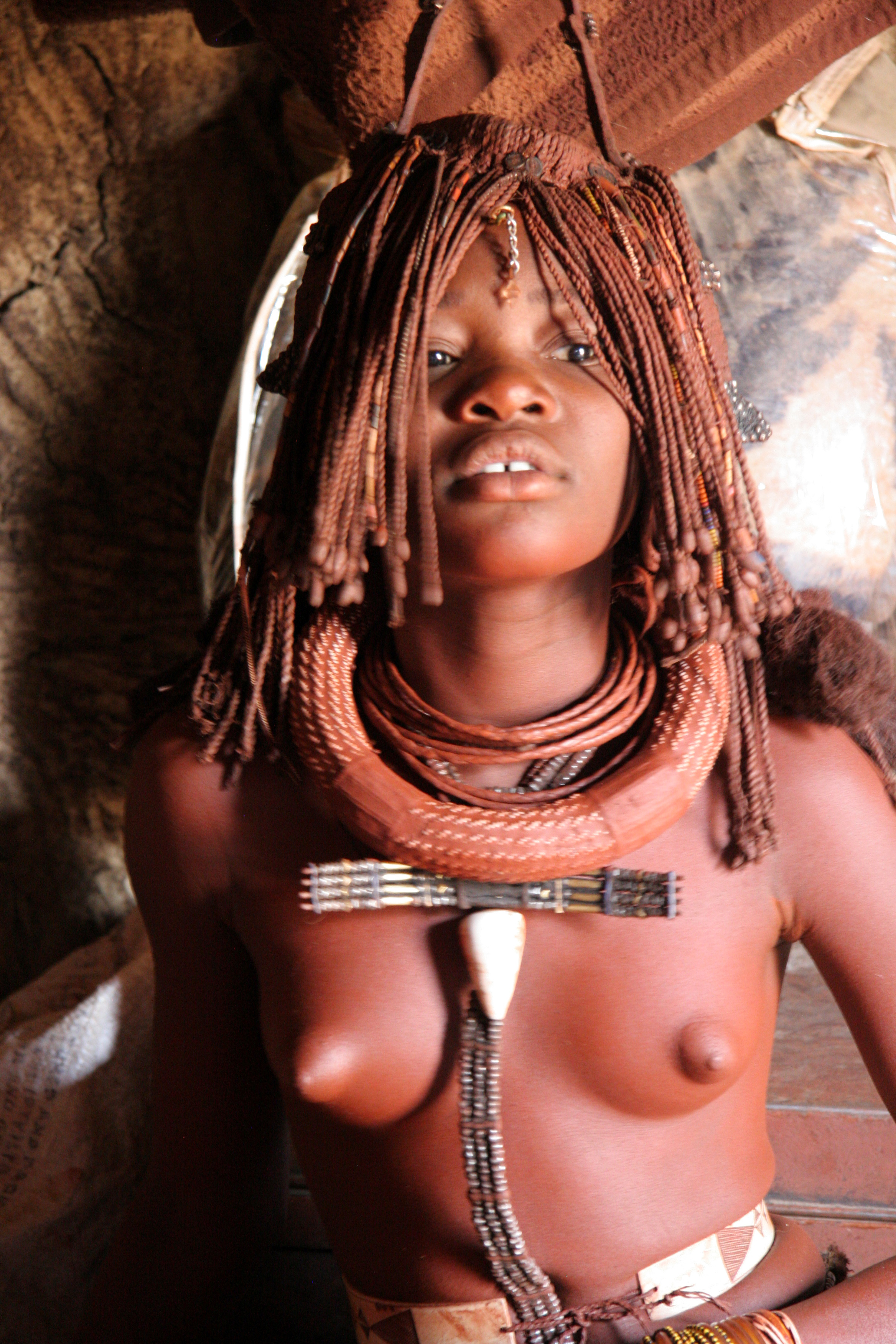
Cô gái Himba với bộ ngực trần, tóc bện đất sét
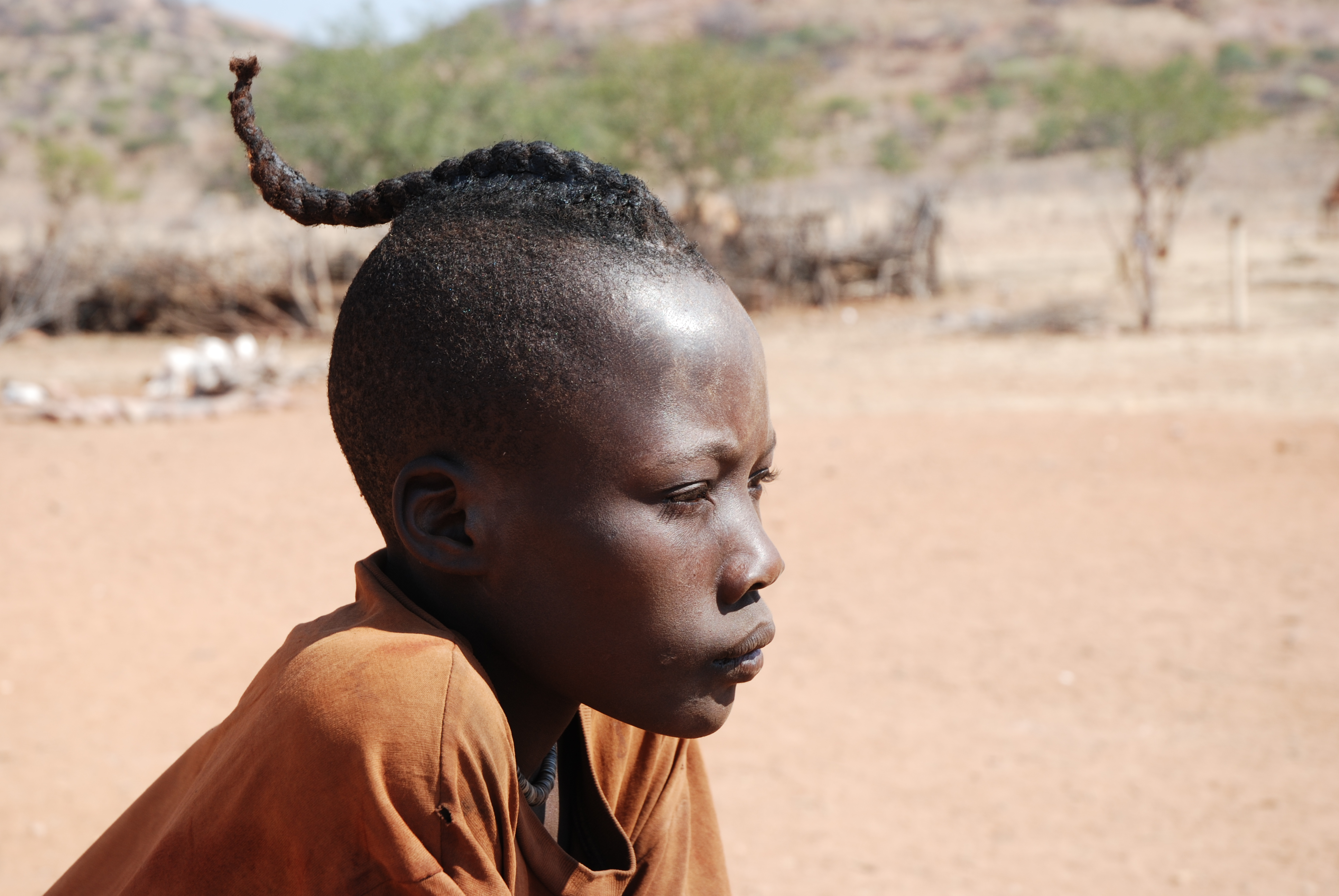
Một câu bé Himba
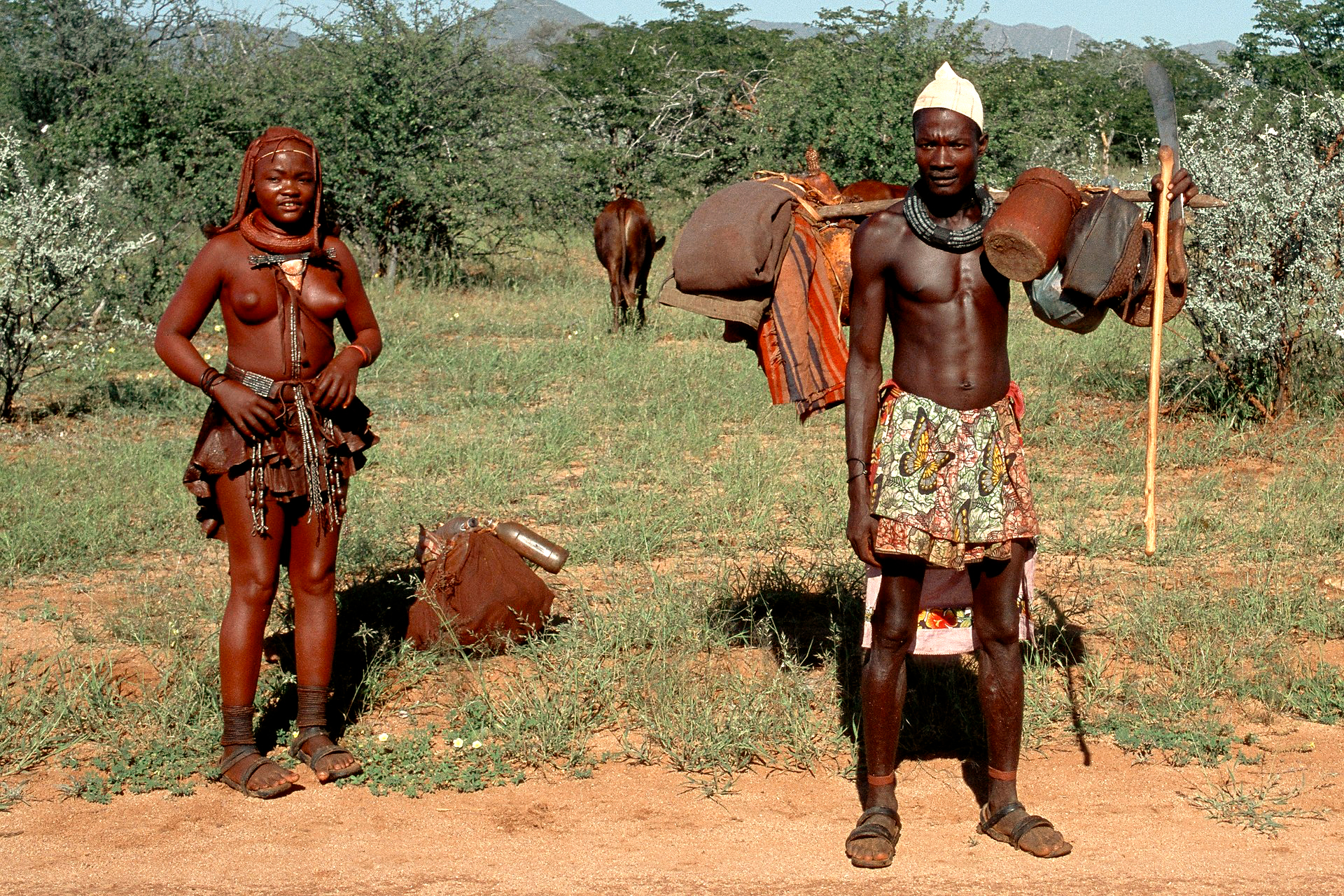
Những người du mục Himba